# Bredie
Os bredies são guisados africaneres, dos quais  o “tomato bredie” em língua inglesa, ou “tamatiebredie” em língua africaner, é o guisado básico sul-africano. A palavra “bredie” é utilizada pelos sul-africanos para designar um guisado em que o ingrediente principal é a carne, tradicionalmente de borrego, completada com vegetais. O caldo de carne deve ser abundante e espesso, o que se consegue com um cozinhado longo, em que a carne é primeiro enfarinhada; alguns chefs aconselham a deixar o guisado esperar 1-2 dias antes de servir. Um acompanhamento ideal é o arroz integral.
Bredo é o nome que se dá em português a várias plantas da família das Amaranthaceae, incuindo o espinafre. Em francês, o termo “brèdes” inclui não só estas verduras, mas também as couves chinesas e outras; em Madagáscar, prepara-se um guisado com “brèdes mafane”, conhecida no Brasil como “jambu”, que é uma asterácea com o nome científico de Acmella oleracea. Por isso, o “bredie” sul-africano pode levar apenas tomate (e opcionalmente batatas), como na receita que deu origem a este verbete; ou ter feijão verde, passando a chamar-se “groenboontjiebredie” (Green bean bredie), repolho (“koolbredie” ou “cabbage bredie”), ou ainda “waterblommetjie”, as flores e botões da Aponogeton distachyos, uma erva aquática endémica da África do Sul.